# Alaena picata
Alaena picata is een vlinder uit de familie van de Lycaenidae. De wetenschappelijke naam van de soort is voor het eerst geldig gepubliceerd in 1896 door Sharpe.